# Mardalsfossen
Mardalsfossen é uma das dez maiores quedas de água na Europa. Está localizada no município de Nesset, na Noruega. 
A queda tem no total 705 m segundo a SSB (Estatísticas Norueguesas), e 657 m de acordo com a World Waterfall Database. É constituída por duas grandes quedas e várias mais pequenas na parte inferior. A maior queda vertical, que é de 358 m, é uma das mais altas na Noruega. Trata-se, em média, de 24 m de largura. É uma cachoeira hierárquica. 
A água, que tem sido aproveitada para utilização hidroelétrica, tem grandes fluxos de turistas, durante o Verão, entre 20 de Junho e 20 de Agosto. Em outras ocasiões a água é canalizada através do regime hidroelétrico. 
Em 1970, Arne Næss, o norueguês fundador do movimento Deep Ecology, protestou juntamente com 300 outras pessoas contra a construção da barragem e da posterior remoção da cachoeira.